# Gostum
Gostum (Gostun; o nome é eslávico, com gost significando "convidado" e "mercado" no eslávico e russo antigos), segundo a Nominália dos Cãs Búlgaros, foi um membro do clã Ermi e regente dos protobúlgaros durante a ausência do cã Cubrato, que estava em Constantinopla, capital do Império Bizantino, buscando aliança com o imperador. Governou por apenas dois anos, variadamente datados entre 582-584 ou 603-605. Por vezes é associado a Organa, que segunda a Crônica de João de Niciu, era tio de Cubrato e governou em seu lugar enquanto esteve ausente. A associação, no entanto, não é consensual. Steven Runciman a rejeitou, alegando que Gostum, que possivelmente era um usurpador ou um governador nomeado pelos avares contra quem Cubrato guerreava, foi derrubado por Organa.
Panos Sophoulis, por sua vez, aventou a hipótese de que Organa sequer fosse um nome, mas a helenização de um título túrquico orgã (or-gan/qan). Outra teoria, ainda, associou Gostum a Mocodo Heu (Mokhodo Heu), o governante mais ocidental do Canato Turco Ocidental (581–657), que enquanto participou nas lutas no canato em 630-631 com apoio de Dulo, conseguiu matar o grão-cã Tum-Seu/Tongue Iabegu (r. 618–630), mas foi morto ao ascender ao trono.